# Rama Vyombo
Ramadhan Abdallah Vyombo dit Rama Vyombo, né le 5 novembre 1983, est un nageur kényan. 

## Carrière
Rama Vyombo obtient la médaille de bronze des relais 4 x 100 mètres nage libre et 4 x 100 mètres quatre nages aux Jeux africains de 2011 à Maputo.